# Les Étangs
Les Étangs è un comune francese di 428 abitanti situato nel dipartimento della Mosella nella regione del Grand Est.

## Società

### Evoluzione demografica
Abitanti censiti